# Bogusław Grzybek
Bogusław Grzybek (ur. 1938 w Krakowie) – polski muzyk, dyrygent, organista i pedagog.

## Życiorys
Syn Józefa Grzybka. W 1968 ukończył Akademię Muzyczną w Krakowie w klasie organów i teorii specjalnej, nadto kurs dyrygentury chóralnej u prof. Stefana Stuligrosza. W 1987 uczestniczył w seminarium interpretacji muzyki bachowskiej prowadzonym przez prof. Helmutha Rillinga.
W 1969 założył i do dziś kieruje Akademickim Chórem „Organum” nagradzanym w wielu konkursach, z powodzeniem koncertującym w niemal wszystkich krajach europejskich oraz w Stanach Zjednoczonych. Od 1973 do 2012 prowadził działalność pedagogiczną w Szkole Muzycznej II stopnia im. W. Żeleńskiego w Krakowie jako kierownik artystyczny chóru „Pro Musica”. Ponadto jest dyrygentem Zespołu Instrumentalnego „Ricercar”. Był też twórcą i wieloletnim dyrygentem chóru „Cantata” w Niepołomicach (1994–2021). Pełni obowiązki pierwszego organisty bazyliki Mariackiej w Krakowie. Za swą aktywną działalność artystyczną otrzymał wiele prestiżowych nagród i odznaczeń.

## Odznaczenia i nagrody
- 1990 – Nagroda Miasta Krakowa[4]
- 2011 – tytuł Miłosiernego Samarytanina Roku[5]
- 2010 – Złoty Medal Jana Pawła II za zasługi dla Archidiecezji Krakowskiej, przyznany przez ks. kardynała Stanisława Dziwisza
- 2007 – Order Świętego Grzegorza Wielkiego przyznany przez papieża Benedykta XVI, wręczony przez ks. kardynała Stanisława Dziwisza w czasie uroczystości z okazji 50-lecia Klubu Inteligencji Katolickiej w Krakowie[6]
- Odznaka „Honoris Gratia”[5]